# Anna Cay
Anna Cay är en ö i Bahamas.   Den ligger i distriktet Hope Town District, i den norra delen av landet, 170 kilometer norr om huvudstaden Nassau.